# Vuurtoren Seroe Colorado
De Seroe Colorado Vuurtoren, ook bekend als de Colorado Point Vuurtoren, bevindt zich op de zuidoostelijke punt van Aruba, in Seroe Colorado. Het is een van de twee actieve vuurtorens op het eiland.
Oorspronkelijk gebouwd in 1881 met steen en hout, is het grootste deel van de oorspronkelijke constructie niet meer aanwezig.
Het licht wordt getoond aan de top van een 8 meter hoge toren, die beschermd wordt door een draadkooi. Met een hoogte van 51 meter boven zeeniveau is het licht zichtbaar tot op een afstand van 21 zeemijlen (39 km; 24 mi).